# Hentland
Hentland is een civil parish in het bestuurlijke gebied Herefordshire, in het Engelse graafschap Herefordshire met 436 inwoners.